# 僕たちの復讐ノート
僕たちの復讐ノート（英: Sweet Revenge; 朝: 복수노트）は、2017年10月27日から2018年1月5日まで大韓民国で放送されたウェブドラマである。

## キャスト

### メイン
ホ・グヒ
演 - キム・ヒャンギ
チャ・ウヌ
演 - チャ・ウヌ（ASTRO）
ユ・ジフン
演 - パク・ソロモン
チョン・ドクヒ
演 - キム・ファニ

### グヒの周りの人物
ホ・グジュン
演 - チ・ゴヌ
グヒの母
演 - パク・ミソン
グヒの父
演 - イ・ボンウォン
グヒの元彼
演 - リー・シーウー

### ドクヒの周りの人物
ドクヒの母
演 - パク・キョンリム

### 生徒
- イ・カンミン: ハム・サングミン
- グヒの友人: ジョ・アヨン
- ハン・ユラ: パク・ジヨン[6]
- ヤン・アジュン: キム・ヒョンソ
- ヨ・ガウン: ジョ・チェユン
- イ・ウンセム
- ウン・ヘソン
- オ・ユジン
- モ・ナン・ヒ

### 教師
- テ・イノ（英語版）
- M. チェ（体育教師）: ファン・テクァン
- オム・チフン（音楽教師）: キム・サンホ（英語版）

### 特別出演
- チョン・ウンソン
- ASTRO

## スタッフ
- 製作総指揮 - カン・ギョテク、イ・ジェムン
- 脚本 - ハン・サンイム、キム・ジョンソン[7]
- 演出 - ソ・ウォンテ
- 制作 - ブルーパンダメディアテイメント、Hidden Sequence（英語版）
- 配給 - SKブロードバンド

## 各話リスト
※脚本
- 第1話: 新たな出発のはずが
- 第2話: 復讐の始まり
- 第3話: 大きな勘違い
- 第4話: 自分の力で
- 第5話: ウヌを助けよう
- 第6話: 誤解
- 第7話: あの靴を履いている人
- 第8話: 先生と生徒の恋
- 第9話: 小説
- 第10話: 怖い先輩
- 最終話:さようなら